# 总苞千斤拔
总苞千斤拔（学名：Flemingia involucrata）为豆科千斤拔属下的一个种。

## 扩展阅读
- 維基物種上的相關：总苞千斤拔